# Palacio de Riva-Herrera

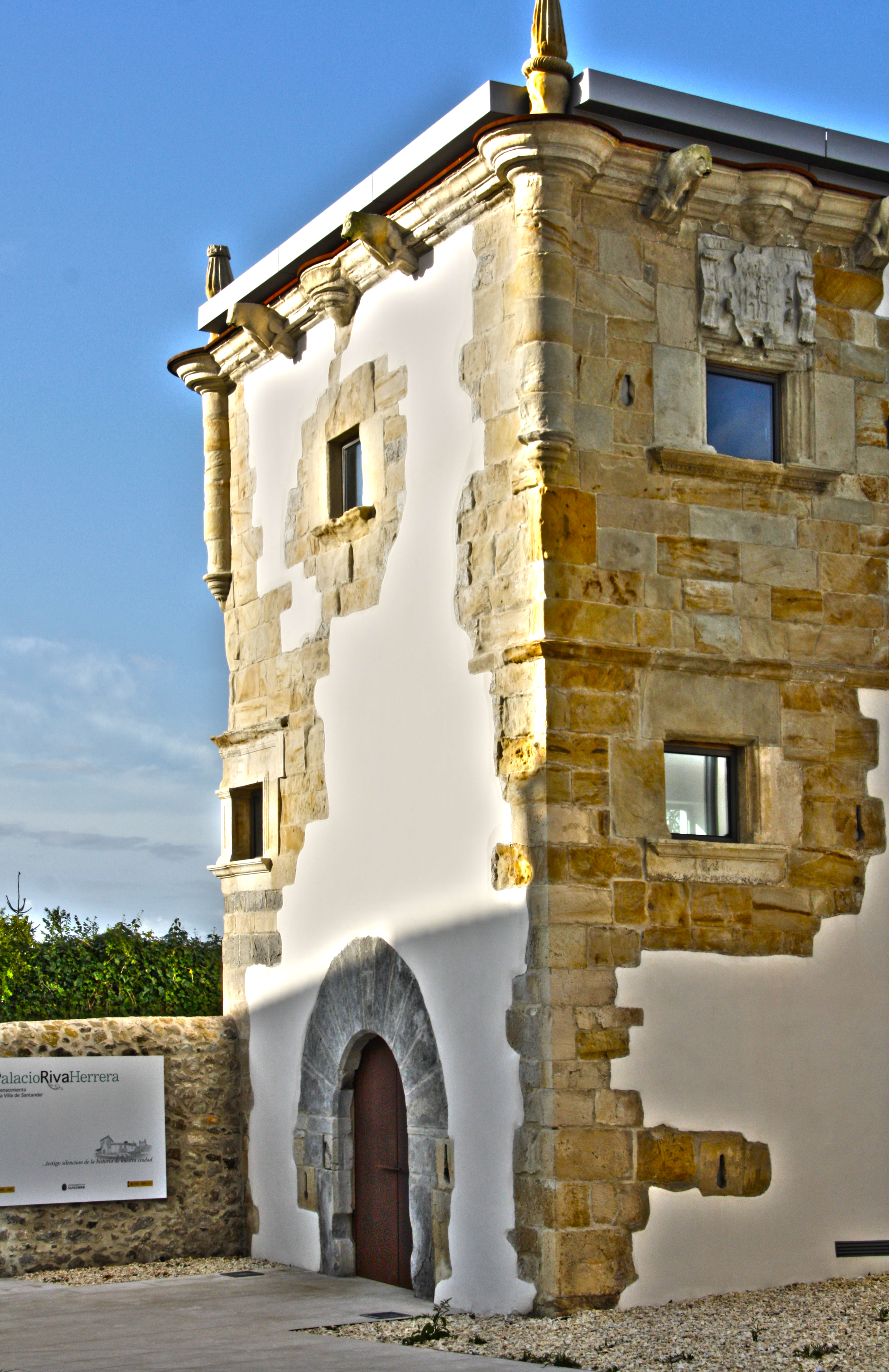
Vista parcial de la torre.

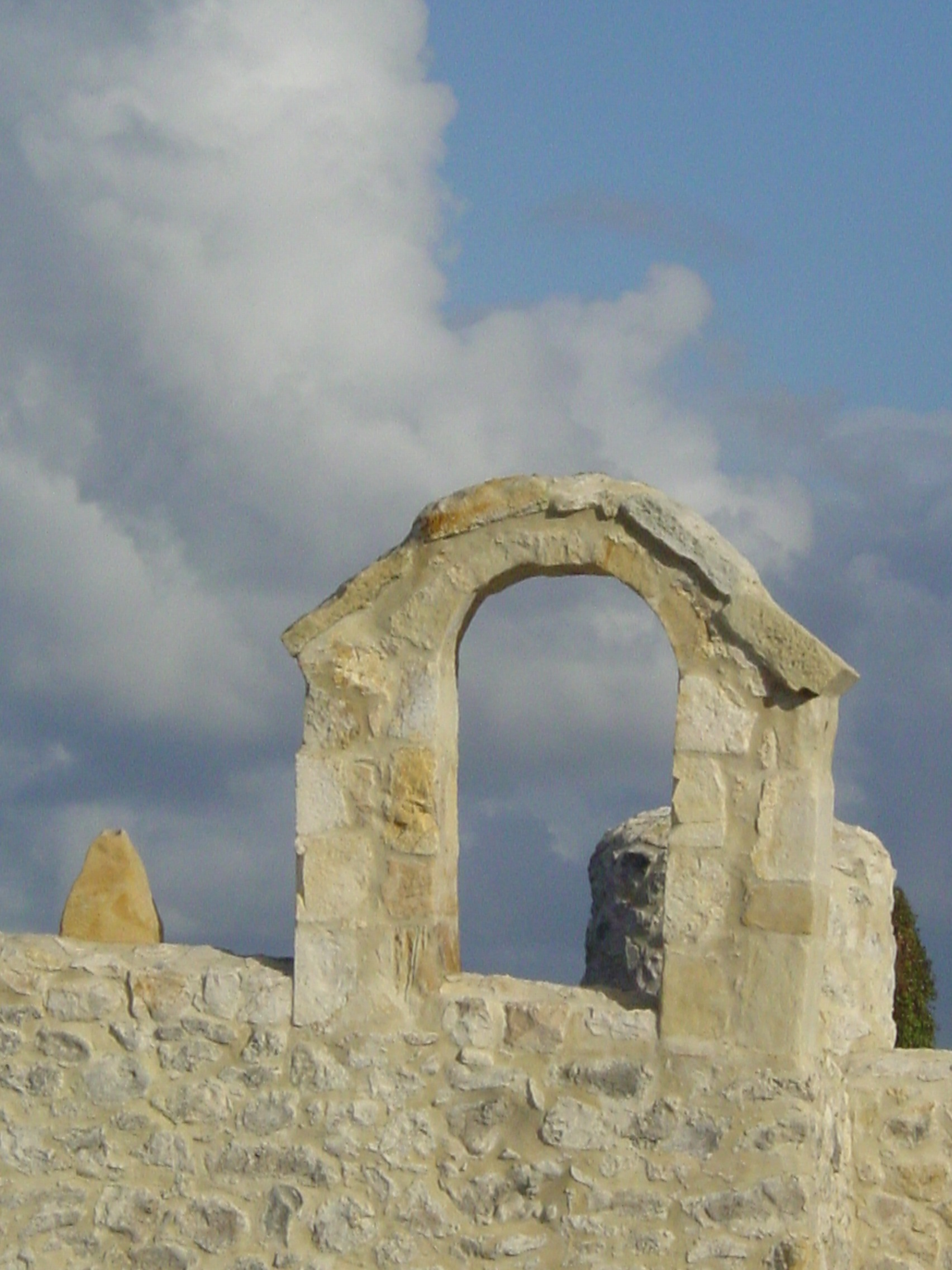
Arco del Palacio

El palacio de Riva-Herrera o de Pronillo se encuentra en el barrio de Pronillo de la ciudad de Santander, Cantabria (España). Está declarado como Bien de Interés Cultural el conjunto compuesto por la torre, las murallas y conjunto monumental de la casa noble. 
El recinto, de unos 2000 metros cuadrados, cuenta con el edificio original, una torre de la Edad Media llamada "torre de Pronillo" a la que en el siglo XVI se adosó una vivienda con una torre señera, casa señorial, capilla, patio de armas y una portalada con reloj de sol. Es la construcción civil más antigua de la ciudad. 

## Historia
El Palacio de los Riva Herrera marcó el punto de partida de un Santander renacentista que a mediados del siglo XVI aspiraba a convertirse en eje comercial entre Flandes y Castilla. A mediados del siglo XVI, Santander disfruta de un importante crecimiento urbano propiciado por el auge de su puerto y la mejora de sus comunicaciones con la meseta. Ligada directamente a este auge portuario, la familia Riva-Herrera adquiere en esta época una especial relevancia, controlando buena parte de la vida económica de la ciudad. El linaje fundador de los Riva-Herrera, provenía del otro lado de la bahía, del pueblo de Gajano, donde aún se conserva su torre. La familia también poseía una antigua torre y, al parecer, una ferrería en el lugar de Pronillo, por aquel entonces, en las afueras de Santander.
Fue a mediados del siglo XVI cuando Fernando de la Riva-Herrera decide remodelar la torre medieval y construir un palacio más acorde con su condición y con los gustos y necesidades de su tiempo. Don Fernando era por entonces Proveedor General de las Armadas del Mar Océano, esto es, el supervisor de la construcción de los buques de guerra de la corona. La torre se remodela abriendo ventanales, añadiendo motivos heráldicos, así como remates en la cornisa de flameros y gárgolas. Se adosa un cuerpo horizontal de dos pisos, con fachada abierta mediante un pórtico de dos arcos escarzanos que da acceso al zaguán y que se divide con una columna central decorada con un capitel corintio simplificado. La zona norte de este añadido la ocupa una pequeña capilla cubierta por una bóveda de crucería de arcos apuntados apoyados sobre ménsulas y con motivos heráldicos en sus claves. De la misma época se conserva una portalada, con un magnífico escudo de los Riva-Herrera y Alvarado en el exterior, y un original reloj de sol, muy deteriorado, en su fachada interior. El conjunto se completaba con una cerca defensiva, un patio de armas y algunas edificaciones secundarias hoy desaparecidas, como cuadras. 
La obra del palacio ha de relacionarse, por su estilo, con el foco renacentista burgalés y, posiblemente, con arquitectos como Simón de Bueras o Lope García de Arredondo, autor este último del Ayuntamiento de Laredo. Tras el desastre de la Armada Invencible, fue Riva-Herrera quien hospedó a Medina Sidonia en su palacio el 21 de septiembre de 1588 y desde allí, el día 23, escribió al rey. Se cuenta que Felipe II, al leer la carta, dijo la famosa frase: “Yo mandé mis naves a luchar con los hombres, no con los elementos”.

## Estado actual del Palacio
El Conjunto se encontraba en estado de ruina. Gracias a la Dra. María Ealo de Sá fue declarado Monumento Nacional el 27 de abril de 1978 justo antes de su total derribo para la construcción de viviendas con lo que evitó el desastre.
De 2010 a 2012 se llevó a cabo una profunda restauración por el Gobierno de España y el Ayuntamiento de Santander. El proyecto de rehabilitación costó 1,6 millones de euros —el Estado financió el 70 % y el resto el Ayuntamiento—, respetando las trazas arquitectónicas e incluyendo salas para talleres, aulas, salas polivalentes y un gran espacio para exposiciones e intercambio cultural.
El Palacio de los Riva Herrera es actualmente la sede de la Fundación Santander Creativa. Allí se celebrarán cursos, talleres, exposiciones y toda clase de actividades culturales. En el 'Enclave Pronillo' conviven el patrimonio arquitectónico y las nuevas tecnologías, los muros de piedra y las pantallas de plasma, el pasado y el presente.

## Referencias

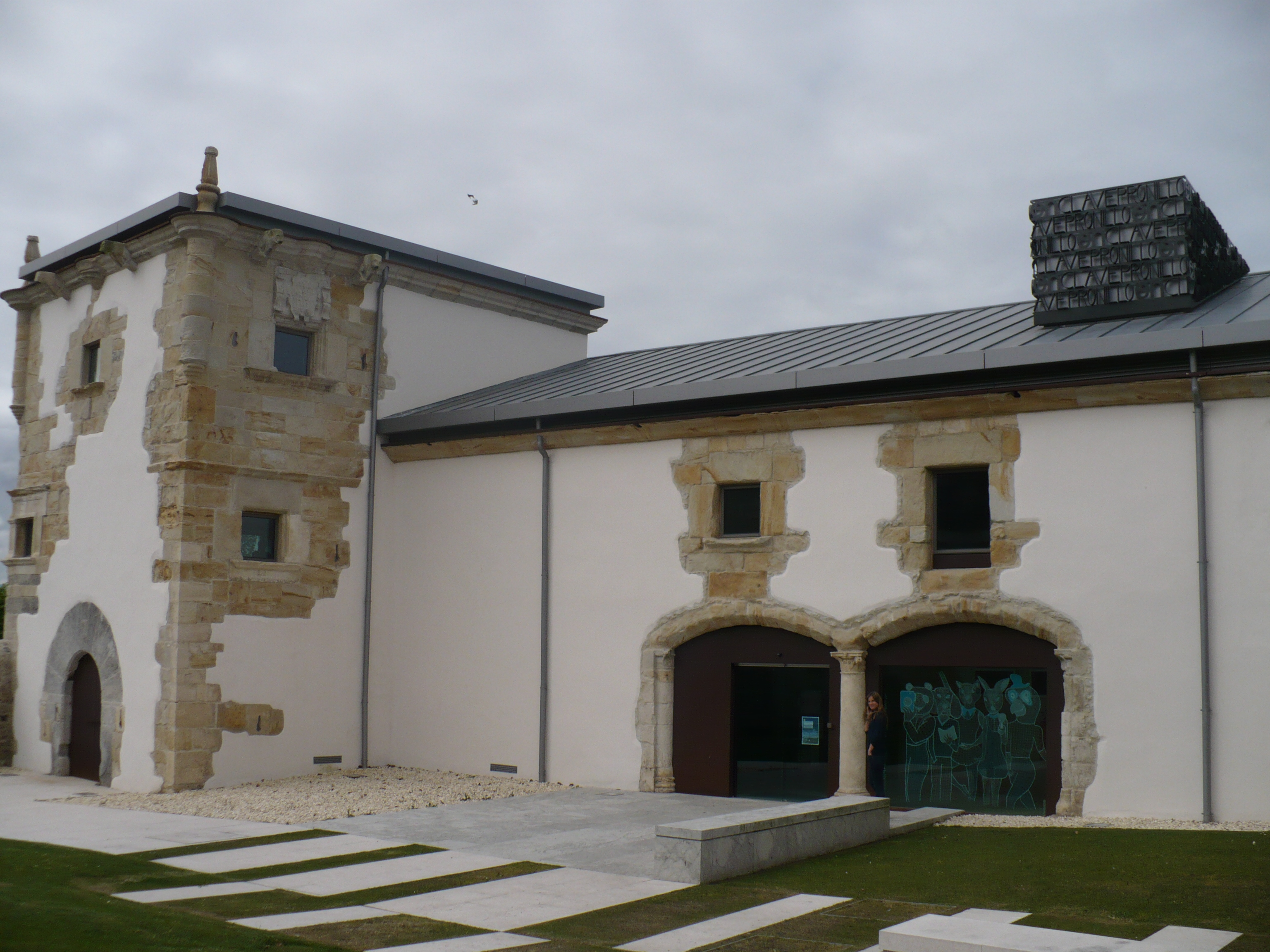
El Palacio de Riva-Herrera en Santander